# مايكل هاريس (محرر)
مايكل هاريس (بالإنجليزية: Michael Harris)‏ (1980)؛ كاتب للأطفال وروائي كندي.